# Wyszogród (województwo dolnośląskie)
Wyszogród – wieś w Polsce położona w województwie dolnośląskim, w powiecie oleśnickim, w gminie Oleśnica.

## Podział administracyjny
W latach 1975–1998 miejscowość należała administracyjnie do województwa wrocławskiego.